# Yellow Pages Endeavour
Le Yellow Pages Endeavour (ou YPE) est un bateau inventé et développé par l'Américain Lindsay Cunninghan, pour battre le record de vitesse à la voile ; ce qu'il réussira le 26 octobre 1993 à une allure de 46,52 noeuds.

## Caractéristiques

### Architecture
Il ressemble plus ou moins à un catamaran dont la coque sous le vent serait faite de deux flotteurs improprement appelés « pods » placés l'un derrière l'autre et dont la coque au vent serait une nacelle de barre. Il a une voile rigide asymétrique haute de 11 mètres et un mât fixé à l'intersection des bras reliant les trois éléments navigants.
Il est souvent qualifié de quasi-prao car l'emplanture de son mat est beaucoup plus proche de la ligne des pods que de la nacelle de barre.
Les pods et la nacelle ont un fond plat incurvé à l'avant pour privilégier le planing bien que ces trois éléments possèdent plusieurs embryons de foils pour alléger la pression sur l'eau de chaque élément. Les foils sur le pod avant sont directifs pour permettre la manœuvre.

### Matériaux
Le Yellow Pages Endeavour est principalement réalisé en fibre de carbone.

### Particularité
Cette embarcation ne navigue qu'à tribord amure. Le fond de la nacelle du barreur navigue idéalement à quelques centimètres au-dessus de la surface de l'eau. Cette posture est obtenue grâce à l'effet conjugué du couple de gîte de la voilure, de la lame d'air entre la surface de l'eau et la nacelle et de la capacité stabilisatrice de ses foils.
Il en résulte que les performances de l'engin en vitesse et en stabilité se dégradent très vite dès qu'apparaît le moindre clapot sur le plan d'eau.

## Évolution versMacquarie Innovation
Le concept d’YPE est amélioré, et abouti à la construction d'un nouveau voilier baptisé Macquarie Innovation.
Si les concepts de base restent les mêmes, les changements dans la voile rigide sont les évolutions les plus visibles par rapport à Yellow Pages — profil, rapport largeur/hauteur —, permettant d'atteindre une vitesse plus importante. Il dispose aussi d'une plateforme plus large, pour une plus grande stabilité. Le foil bénéficie d'une « grille anti-ventilation », qui empêche la dépression créée par le foil d'aspirer de l'air.

## Palmarès
Le Yellow Pages Endeavour a détenu le record de vitesse en voilier à 46,52 nœuds (avec un vent de 15 nœuds) réalisé le 26 octobre 1993 à la pointe Sandy en Australie. L'engin était piloté par Simon McKeon.
Le Macquarie Innovation détient, depuis 2009, le record de vitesse de sa catégorie (moins de 300 pi2 (27,87 m2) de voilure) avec 50,07 nœuds sur 500 m.